# Sfragistik
Sfragistik (av grekiska sphragis  = sigill) eller sigillkunskap är det vetenskapliga studiet av sigill. Sfragistik är en historisk hjälpvetenskap.
Sigillet är ett avtryck på ett plastiskt material, framförallt på vax, av graverade tecken. Verktyget som används för att anbringa sigillet kallas sigillmatris eller sigillstamp och är ofta utfört i brons eller koppar. 
Sigillet används som personlig eller officiell myndighetssymbol för att ge trovärdighet åt det skrivna.

## Olika former av sigill
- Sigill i bokstavlig mening
- Sigillbulla, som används på samma sätt som sigill men är utförd i metall. På handlingar tillhörande de mest betydande personerna (påven, bysantinske kejsaren, tysk-romerske kejsaren) finner man krysobullor, bullor av guld eller argyrobullor, bullor av silver. Den mest använda bullan är molybdobullan eller bulla av bly
- Kontrasigill, litet avtryck utfört på framsidan av sigillet
- Signet, litet avtryck med bara en sida
- Cachet, använd på senare tid för att försluta brev